# Centaurea rouyi
Centaurea rouyi là một loài thực vật có hoa trong họ Cúc. Loài này được Coincy mô tả khoa học đầu tiên năm 1899.